# Eumenes punctaticlypeus
Eumenes punctaticlypeus är en stekelart som beskrevs av Giordani Soika 1943. Eumenes punctaticlypeus ingår i släktet krukmakargetingar, och familjen Eumenidae. Utöver nominatformen finns också underarten E. p. kostylevi.